# Fastighets AB Stettin
Fastighets AB Stettin är ett fastighetsbolag i Stockholm som både hyr ut lokaler och bostäder. Stettin är ett familjeföretag med fastigheter främst i Stockholms innerstad. Bolaget ägs av Margit Eleonora Eriksson (född 1935) och VD är Sverker Eriksson[när?].